# Gilles Guérin

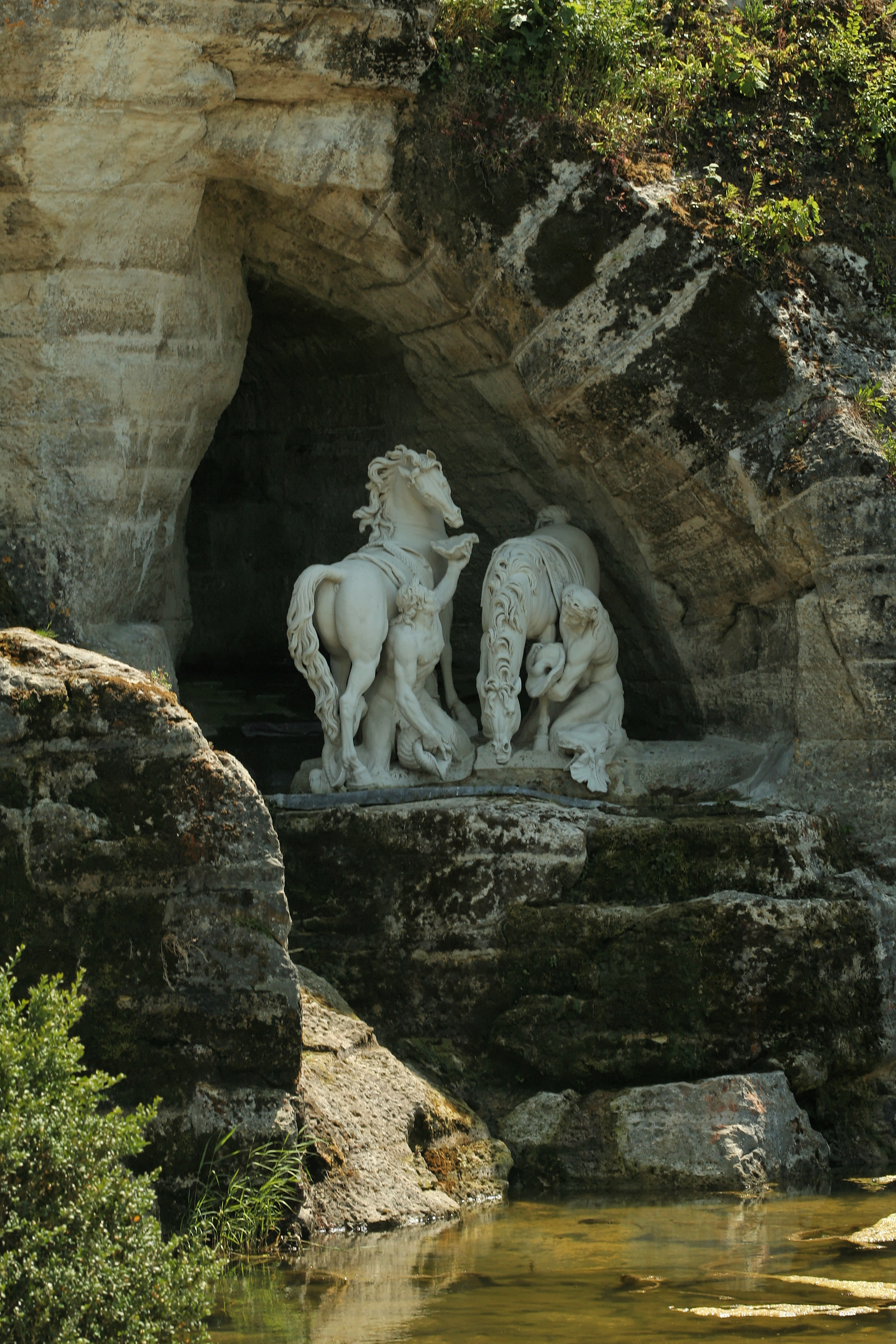
Gilles Guérin – Tritonen pflegen die Pferde Apollos, Schloss Versailles

Der Bildhauer Gilles Guérin (* ca. 1611 in Paris; † 1678 ebenda) arbeitete u. a. für den Hof Ludwigs XIV. in Versailles.

## Leben
Über das Leben Gilles Guérins ist so gut wie nichts bekannt; er lebte, arbeitete und starb in Paris.

## Werk
Folgende Werke von Gilles Guérin sind bekannt:
- Kaminaufsätze und bas-reliefs der 'Vier Elemente' im Vestibül des Château de Maisons
- Dekorative Skulpturen im Château de Guermantes
- Skulpturen für das Alkoven-Bett Ludwigs XIV. im Palais du Louvre nach Entwürfen von Louis Le Vau
- Gisant von Henri II. de Bourbon, prince de Condé, dem Vater von Louis II. de Bourbon, prince de Condé (bekannt als Grand Condé) für sein Grabmal in der Kirche von Vallery (Yonne) (ca. 1646–51) – heute im Musée du Louvre
- Kniende Figuren für das Grab von Herzog Charles I. de La Vieuville († 1653) und seiner Frau Marie Bouhier († 1663) – heute im Musée du Louvre
- Statue Ludwigs XIV. als Vernichter der Fronde (1653/4) – früher aufgestellt im Hof des Rathauses von Paris, heute im Besitz der Familie Bourbon-Condé im Schloss Chantilly (Terracotta-Modell im Musée du Louvre)
- Hermes-Kopf (1640) im Schloss Fontainebleau (Küchenhof)
- Altar und Statuen der Hll. Savinien und Potentien (1650) in der Kirche Notre-Dame-de-Bethléem in Ferrières-en-Gâtinais
- Tritonen pflegen die Pferde Apollos, nach einer Idee von Claude Perrault und einer Zeichnung von Charles Le Brun in der Thetis-Grotte in Versailles (1665/6)
- Decken-Karyatiden nach Entwürfen von Jacques Sarrazin im Cour Carrée des Palais du Louvre
- Statue L’Amérique (beendet von Henri Emericq), eine der allegorischen Figuren der 'Vier Erdteile' in den Gärten von Versailles

## Bedeutung
Gilles Guérin gilt heutzutage als eher zweitrangiger Künstler, da er kein einziges wirklich originelles Werk hinterlassen hat. Seine Steinbehandlung wird jedoch auch von seinen Kritikern gelobt. Die Zeitgenossen schätzten ihn etwas höher ein, denn immerhin starb er als Professor der 'Königlichen Akademie der Künste' (Académie royale de peinture et de sculpture).